# Kössener Straße
Die Kössener Straße (B 176) ist eine Landesstraße in Österreich. Sie verläuft vom Leukental bei St. Johann in Tirol (B 178) über die Huberhöhe (757 m) und das Kohlental mit Schwendt zurück ins Leukental bei Kössen (B 172) und weiter bis zur Staatsgrenze bei Klobenstein. Die Gesamtlänge beträgt 21,468 km.

## Geschichte
Die Kössener Straße führte ursprünglich von Erpfendorf über Kössen, Walchsee und Niederndorf bis Oberaudorf und gehörte seit dem 1. Jänner 1950 zum Netz der Bundesstraßen in Österreich.
Seit dem 1. Jänner 1973 wurde deren westlicher Streckenabschnitt zwischen Oberaudorf und Kössen als Walchseestraße (bis 2002 Walchsee Straße geschrieben) bezeichnet, weil die Kössener Straße seither in Nord-Süd-Richtung von St. Johann bis zur deutschen Staatsgrenze bei Klobenstein führt. Der südliche Streckenabschnitt der neuen Kössener Straße zwischen St. Johann und Kössen gehörte erst seit dem 1. Jänner 1973 zum Netz der Bundesstraßen in Österreich, gleichzeitig wurde die östliche Teilstrecke der alten Kössener Straße zwischen Erpfendorf und Kössen zur Landesstraße (L 39 Erpfendorfer Straße) abgestuft.